# Joseph Anglada
Pour les articles homonymes, voir Anglada.
 (septembre 2022).
La mise en forme du texte ne suit pas les recommandations de Wikipédia : il faut le « wikifier ».
Les points d'amélioration suivants sont les cas les plus fréquents :
- Les titres sont pré-formatés par le logiciel. Ils ne sont ni en capitales, ni en gras.
- Le texte ne doit pas être écrit en capitales (les noms de famille non plus), ni en gras, ni en italique, ni en « petit »…
- Le gras n'est utilisé que pour surligner le titre de l'article dans l'introduction, une seule fois.
- L'italique est rarement utilisé : mots en langue étrangère, titres d'œuvres, noms de bateaux, etc.
- Les citations ne sont pas en italique mais en corps de texte normal. Elles sont entourées par des guillemets français : « et ».
- Les listes à puces sont à éviter, des paragraphes rédigés étant largement préférés. Les tableaux sont à réserver à la présentation de données structurées (résultats, etc.).
- Les appels de note de bas de page (petits chiffres en exposant, introduits par l'outil «  Source ») sont à placer entre la fin de phrase et le point final[comme ça].
- Les liens internes (vers d'autres articles de Wikipédia) sont à choisir avec parcimonie. Créez des liens vers des articles approfondissant le sujet. Les termes génériques sans rapport avec le sujet sont à éviter, ainsi que les répétitions de liens vers un même terme.
- Les liens externes sont à placer uniquement dans une section « Liens externes », à la fin de l'article. Ces liens sont à choisir avec parcimonie suivant les règles définies. Si un lien sert de source à l'article, son insertion dans le texte est à faire par les notes de bas de page.
- La présentation des références doit suivre les conventions bibliographiques. Il est recommandé d'utiliser les modèles {{Ouvrage}}, {{Chapitre}}, {{Article}}, {{Lien web}} et/ou {{Bibliographie}}. Le mode d'édition visuel peut mettre en forme automatiquement les références.
- Insérer une infobox (cadre d'informations à droite) n'est pas obligatoire pour parachever la mise en page.

Pour une aide détaillée, merci de consulter Aide:Wikification.
Si vous pensez que ces points ont été résolus, vous pouvez retirer ce bandeau et améliorer la mise en forme d'un autre article.
Joseph Luc Baudile Anglada, né le 18 octobre 1775 à Céret et mort le 19 décembre 1833 à Montpellier, est un médecin et chimiste, professeur de médecine légale de la faculté de médecine de Montpellier, et professeur de chimie et doyen de la faculté des sciences de Montpellier. Il est le fondateur du thermalisme médical en Roussillon, membre du Conseil académique, membre correspondant de l’Académie royale de médecine et de l’Académie des sciences de Turin,.

## Biographie
Joseph Anglada est le fils de Joseph-François Anglada, lui-même universitaire, chimiste et médecin de renom et recteur de l’Université de Perpignan. Il est aussi le neveu du doyen de la faculté de droit de Montpellier.
Son père étant médecin en chef de l'armée des Pyrénées-Orientales, Joseph Anglada sert durant quelque temps comme chirurgien des hôpitaux de Perpignan avant le décès de son père en 1794. Il décide alors de passer le concours d'entrée de l'école de santé de Montpellier et se fait rapidement distinguer par Henri Fouquet, ce qui lui permet d'obtenir la fonction de chef de clinique,,. 
Il effectue sa formation médicale à Montpellier, notamment auprès de Jean-Antoine Chaptal, qui sut apprécier les qualités du jeune élève et qui l'intégra auprès de ses élèves chéris puis de ses amis. Joseph Anglada obtient son doctorat en médecine en 1797 avant de partir trois ans à Paris afin de se mettre en contact avec les scientifiques les plus illustres de son époque. Il est professeur suppléant à l'École Centrale de Perpignan en 1802 avant d’être appelé par Jean-Antoine Chaptal, à présent ministre de l'intérieur du premier Consul, pour diriger de 1803 à 1809 le Conservatoire de la faculté de médecine de Montpellier.
Sous sa direction, le Conservatoire comprend un cabinet d'anatomie, des appareils de chirurgie et une collection d'histoire naturelle médicale avec des pièces destinées à l'enseignement, de la faculté de médecine de Montpellier qu’il développe grâce aux bonnes relations qu'il entretient avec Jean-Antoine Chaptal, initiateur de l'installation de la faculté de médecine dans les locaux de l'ancien évêché, jouxtant la cathédrale Saint-Pierre,. Il obtient alors une collection de pièces anatomiques moulées, exécutées par Jean-Baptiste Laumonier. En 1807, la très riche collection de squelettes de poissons des mers du Sud du Professeur Auguste Broussonnet est achetée par la faculté et amenée au Conservatoire.
Il est, par la suite, nommé Professeur de chimie de la faculté des sciences le 23 juillet 1809. Les cours qu’il fit sur cette science lui valurent une réputation méritée qui lui permit, à la suite des bouleversements politiques, d'être nommé Doyen provisoire de cette faculté du 22 décembre 1814 à 1815, avant qu’Augustin-Pyramus De Candolle ne prenne ce poste. Il n'est nommé Doyen effectif que le 16 décembre 1816. C’est sous son administration que la faculté des sciences est transférée, le 29 octobre 1816, de l’hôtel Jacquet de Bray ou hôtel des Rois de Majorque, sis au numéro 3 de la rue Saint-Ravy à la maison Crozals, rue Embouque d'or (aujourd'hui hôtel de Manse),.
En 1820, il quitte volontairement le poste de doyen afin d’accéder au professorat à la faculté de médecine tout en conservant son poste de professeur de chimie à la faculté des sciences. Il rejoint la chaire de thérapeutique et de matière médicale jusqu'en 1824 puis, celle de médecine légale jusqu'en 1833.
Il est élu adjoint correspondant pour la section de médecine de l'Académie Royale  le 5 avril 1825,.
Son fils, Charles Anglada (Montpellier, 28 octobre 1809 — 4 avril 1878) était aussi médecin et professeur à l’université de Montpellier. En 1869, il reçut le grade de chevalier de la Légion d’honneur.
L’on peut compter, parmi ses étudiants, Antoine-Jérôme Balard, découvreur du brome. Antoine-Jérôme Balard devient effectivement préparateur auprès de Joseph Anglada le 6 juillet 1820, et restera auprès de son maître le plus aimé jusqu'à son décès. Le 17 octobre 1826, Joseph Anglada rédige une lettre aux rédacteurs des « Annales de Physique Chimie », dans laquelle l’on voit son implication dans la découverte du brome auprès de son élève Antoine-Jérôme Balard, notamment en proposant le nom de « muride » pour ce nouvel élément,. Un point historique n'est cependant pas élucidé puisque dans son mémoire de 1826, Antoine-Jérôme Balard écrit : « Anglada me conseilla d'appeler cette substance brome en déduisant cette dénomination du grec βρομος (en latin, foetor = mauvaise odeur)… et je l'adopte » alors que dans le rapport des commissaires de l'Académie du 14 août 1826, Joseph Louis Gay-Lussac propose : « Nous l'avons remplacée, avec le consentement de l'auteur, par celle de brome, de bromos, mauvaise odeur ».
Joseph décède des suites d’une affection aigüe à la poitrine le 19 décembre 1833, à l’âge de 58 ans et laisse derrière lui plusieurs ouvrages et publications scientifiques,. Antoine-Jérôme Balard lui succèdera dans la chaire de chimie de la faculté des sciences de Montpellier.

## Publications
Joseph Anglada est l’auteur de plusieurs publications médicales et notamment d’un admirable traité des eaux minérales, publié en 1833, qu’il a préparé à la demande du conseil général des Pyrénées-Orientales afin de faire connaître toutes les ressources chimiques et médicales que peuvent fournir les eaux minérales répandues avec tant de profusion sur ce territoire. Ces travaux, suivant les préceptes de la chimie analytique de l'École de Lavoisier ont servi de référence pendant tout le XIXe siècle.
En 1796 est publiée sa thèse sur les connaissances et qualités nécessaires au médecin, qu'il présente 8 septembre de la même année à l'École de Santé de Montpellier. Cette thèse, forte de ses convictions, va caractériser toute la démarche scientifique de l'auteur au cours de sa vie. Démarche qui comprendra l'observation, la comparaison et le choix raisonné du médecin pour l'action ou être spectateur du combat de la nature contre la maladie. Qualité qui nécessite des connaissances étendues dans de nombreux domaines, notamment la physique et la chimie, et une morale philosophique. Son directeur de thèse, Gaspard-Jean René, dira que le sujet a été traité avec une naïveté de style et une profondeur de pensée telles, que le lecteur admet aisément que l'auteur est aussi bon citoyen que bon médecin.
En 1827 et 1828, Joseph Anglada publie les deux tomes de ses Mémoires pour servir à l'histoire générale des eaux minérales sulfureuses et des eaux thermales. Ce sont ses premiers travaux d'importance portés sur l'analyse chimique des eaux sulfureuses afin d'en comprendre les effets bénéfiques sur les patients. Joseph Anglada a ainsi eu le mérite de déterminer le besoin et de placer les médecins en position de mieux connaître les propriétés thérapeutiques et applications des eaux minérales. Ses recherches lui fournirent les matériaux de cet ouvrage placé au rang des plus remarquables dans le genre. Il a ordonné ses recherches en huit mémoires portants sur la chaleur des eaux thermales, la présence de glairine dissoute ou concrète, la présence de l'alcali, le dégagement de l'azote, le caractère sulfureux, l'élaboration d'une nouvelle classification des eaux sulfureuses et leur fabrication artificielle.
Le dernier ouvrage qu'il publiera de son vivant sera le fameux Traité des eaux minérales et des établissements thermaux du département des Pyrénées-Orientales, en 1833. Il a été écrit en mémoire de son père, Joseph-François Anglada qui avait terminé en 1788 des recherches sur les eaux thermales des Bains d’Arles et qui n’avaient pas été publiées ; et selon les vœux du conseil général des Pyrénées-Orientales, émis en 1818 afin de faire connaître la valeur des ressources du département. L'auteur définit son oeuvre, envers le conseil général des Pyrénées-Orientales « qui conçut la pensée d'appeler sur les eaux minérales du pays les nouvelles lumières de la science. Puisse ce traité dont l'hommage lui est si justement acquis, remplir son attente ! Puisse-t-il du moins se montrer aux yeux de nos concitoyens comme un monument de la sagesse de cette détermination comme un gage du patriotique dévouement de l'auteur ! »
Il s'agit d'un ensemble de huit livres, séparés en deux tomes, dont les quatre premiers livres sont consacrés aux quatre types d'eaux minérales : les eaux sulfureuses, les eaux thermales simples, les eaux ferrugineuses et les eaux salines, définissant la liste la plus exhaustive possible des sources des Pyrénées-Orientales ; et le cinquième livre est réservé à l'histoire des applications médicinales et de leurs contre-indications, que l'on peut faire de ces eaux grâce aux considérations de leur nature et à l'observation directe de leurs effets sur de nombreuses maladies et affections.
Dans cet ouvrage, Joseph Anglada ne s’est pas contenté d’explorer les sources qu’utilisaient déjà des établissements. Il est parvenu à trouver quarante communes qui possèdent des eaux minérales, dont seize thermales, vingt ferrugineuses froides et quatre salines. Selon ses recherches, la chaleur des eaux thermales n’est pas due, comme on le pensait, au voisinage de volcans, mais à l’action électro-motrice des principes qui constituent l’écorce du globe terrestre.
Joseph Anglada est aussi l’auteur d'un autre ouvrage important, le Traité de toxicologie générale, œuvre posthume revue et publiée en 1835 par son fils, Charles Anglada.

## Hommages et représentations
Un portrait du Professeur Joseph Anglada, datant de 1837, est conservé au musée Albert Ciurana de la faculté de pharmacie de Montpellier.
Un autre portrait de Joseph Anglada est exposé dans la prestigieuse Salle des Actes de la faculté de médecine de Montpellier.
La rue du Professeur Joseph Anglada, dans le quartier Hôpitaux-Facultés à Montpellier, ainsi que la rue Joseph Anglada, dans le quartier Saint-Jacques à Perpignan, ont été baptisées en son honneur.